# Långtjärnen (Arjeplogs socken, Lappland, 728839-160412)
Långtjärnen är en sjö i Arjeplogs kommun i Lappland och ingår i Skellefteälvens huvudavrinningsområde.